# Rui Oliveira
Rui Filipe Alves Oliveira (Vila Nova de Gaia, 5 settembre 1996) è un pistard e ciclista su strada portoghese che corre per l'UAE Team Emirates XRG. Professionista dal 2018, nel 2021 ha vinto il titolo europeo nello scratch su pista.
È il gemello di Ivo Oliveira, a sua volta ciclista.

## Palmarès

### Pista
- 2013 (Juniores)

Campionati portoghesi, Scratch Junior
- 2014 (Juniores)

Campionati portoghesi, Velocità Junior
Campionati portoghesi, Velocità a squadre Junior (con Ivo Oliveira e Pedro Preto)
Campionati portoghesi, Inseguimento a squadre Junior (con Ivo Oliveira, Pedro Preto e Rodrigo Rocha)
- 2015

Campionati portoghesi, Omnium
Grand Prix of Poland, Scratch Under-23 (Pruszków)
Trofeu Ciutat de Barcelona, Corsa a punti
Trofeu Ciutat de Barcelona, Scratch
- 2016

Campionati portoghesi, Keirin
- 2017

Campionati europei, Corsa a eliminazione Under-23
- 2018

Campionati portoghesi, Americana (con Ivo Oliveira)
Grand Prix of Poland, Omnium (Pruszków)
Grand Prix Prostějov, Americana (Prostějov, con Ivo Oliveira)
- 2025

2ª tappa giro di Slovenia/Annullata
- 2019

Campionati portoghesi, Americana (con João Matias)
- 2021

Campionati europei, Scratch
Troféu Alves Barbosa, Americana (con Ivo Oliveira)
- 2022

Troféu Internacional de Anadia, Americana (con Ivo Oliveira)
- 2023

Campionati portoghesi, Americana (con Ivo Oliveira)
Campionati portoghesi, Omnium
Campionati portoghesi, Corsa a eliminazione
- 2024

Giochi olimpici, Americana (con Iúri Leitão)

### Strada
- 2018 (Hagens Berman Axeon, una vittoria)

Campionati portoghesi, Prova in linea Under-23

#### Altri successi
- 2016 (Liberty Seguros-Carglass)

Taça de Portugal-Ovar-Murtosa
- 2017 (Axeon Hagens Berman)

Classifica giovani Joe Martin Stage Race
- 2019 (UAE Team Emirates)

Troféu RDP-Algarve
2025 (UAE Team Emirates)
2^ tappa del Giro di Slovenia

## Piazzamenti

### Grandi Giri
- Giro d'Italia

2022: 141º
2024: 121º
- Vuelta a España

2020: 118º
2021: 74º
2023: 148º

### Classiche monumento
- Giro delle Fiandre

2020: 65º
2021: 55º
2022: ritirato
2023: 58º
- Parigi-Roubaix

2021: ritirato
2023: 52º

### Competizioni mondiali
- Campionati del mondo su pista

Seul 2014 - Scratch Junior: 3º
Seul 2014 - Corsa a punti Junior: 12º
Seul 2014 - Chilometro Junior: 7º
Seul 2014 - Americana Junior: 3º
St. Quentin-en-Yvelines 2015 - Scratch: 17º
Londra 2016 - Scratch: 8º
Apeldoorn 2018 - Scratch: 5º
Pruszków 2019 - Scratch: 5º
Pruszków 2019 - Americana: 17º
Roubaix 2021 - Scratch: 10º
Roubaix 2021 - Americana: 6º
St. Quentin-en-Yvelines 2022 - Scratch: 9º
St. Quentin-en-Yvelines 2022 - Americana: 6º
Glasgow 2023 - Americana: 10º
Ballerup 2024 - Americana: 4º
Ballerup 2024 - Omnium: 6º
- Campionati del mondo su strada

Ponferrada 2014 - In linea Junior: ritirato
Yorkshire 2019 - In linea Elite: ritirato
Fiandre 2021 - In linea Elite: 39º
Wollongon 2022 - In linea Elite: ritirato
Zurigo 2024 - In linea Elite: ritirato
- Giochi olimpici

Parigi 2024 - Americana: vincitore

### Competizioni europee
- Campionati europei su pista

Anadia 2014 - Chilometro Junior: 5º
Anadia 2014 - Scratch Junior: 3º
Anadia 2014 - Corsa a punti Junior: 6º
Anadia 2014 - Americana Junior: 4º
Atene 2015 - Inseguimento individuale Under-23: 16º
Atene 2015 - Scratch Under-23: 6º
Atene 2015 - Americana Under-23: 13º
Grenchen 2015 - Omnium: 14º
Grenchen 2015 - Americana: 14º
Anadia 2017 - Corsa a eliminazione Under-23: vincitore
Anadia 2017 - Chilometro Under-23: non partito
Anadia 2017 - Omnium Under-23: 6º
Berlino 2017 - Scratch: 6º
Berlino 2017 - Corsa a eliminazione: 3º
Glasgow 2018 - Omnium: 12º
Glasgow 2018 - Corsa a eliminazione: 2º
Glasgow 2018 - Americana: 12º
Apeldoorn 2019 - Omnium: 9º
Apeldoorn 2019 - Corsa a eliminazione: 5º
Plovdiv 2020 - Americana: 2º
Grenchen 2021 - Scratch: vincitore
Grenchen 2021 - Americana: 3º
Grenchen 2023 - Americana: 4º
Grenchen 2023 - Corsa a eliminazione: 2º
Apeldoorn 2024 - Americana: 4º
Apeldoorn 2024 - Omnium: 5º
Heusden-Zolder 2025 - Corsa a eliminazione: 2º
Heusden-Zolder 2025 - Americana: 2º
- Campionati europei su strada

Nyon 2014 - Cronometro Junior: 69º
Nyon 2014 - In linea Junior: 38º
Alkmaar 2019 - In linea Elite: 16º
Plouay 2020 - In linea Elite: 14º
Trento 2021 - In linea Elite: ritirato
Monaco di Baviera 2022 - In linea Elite: 16º
Limburgo 2024 - In linea Elite: 36º
- Giochi europei

Minsk 2019 - Americana: 5º
Minsk 2019 - Omnium: 4º